# Bernd Hellmich
Bernd Hellmich (ur. 2 czerwca 1959 w Scheibe-Alsbach) – niemiecki biathlonista reprezentujący NRD, mistrz świata juniorów i seniorów. Największy sukces osiągnął w 1982 roku, kiedy wspólnie z Mathiasem Jungiem, Matthiasem Jacobem i Frankiem Ullrichem zdobył złoty medal w sztafecie podczas mistrzostw świata w Mińsku. Na tej samej imprezie był też ósmy w biegu indywidualnym. Dwa lata wcześniej zwyciężył w sprincie na MŚJ w Sarajewie. W Pucharze Świata zadebiutował w sezonie 1980/1981. W zawodach tego cyklu dwa razy stawał na podium: 24 stycznia 1981 roku w Anterselvie był trzeci w sprincie, a 21 stycznia 1982 roku w tej samej miejscowości zajął trzecie miejsce w biegu indywidualnym. W klasyfikacji generalnej sezonu 1981/1982 zajął ostatecznie szóstą pozycję. Nigdy nie wystartował na igrzyskach olimpijskich.

## Osiągnięcia

### Mistrzostwa świata
| Rok  | Miejscowość | Konkurencje | Konkurencje | Konkurencje | Konkurencje | Konkurencje | Konkurencje | Konkurencje |
| Rok  | Miejscowość | IN          | SP          | PU          | MS          | RL          | MR          | SR          |
| ---- | ----------- | ----------- | ----------- | ----------- | ----------- | ----------- | ----------- | ----------- |
| 1981 | Lahti       | –           | 12.         | nd.         | nd.         | –           | nd.         | –           |
| 1982 | Mińsk       | 8.          | –           | nd.         | nd.         | 1.          | nd.         | –           |

### Puchar Świata

#### Miejsca w klasyfikacji generalnej
| Sezon     | Miejsce |
| --------- | ------- |
| 1980/1981 | ?       |
| 1981/1982 | 6.      |

#### Miejsca na podium chronologicznie
| Lp. | Dzień       | Rok  | Miejscowość | Konkurencja                | Lokata | Pudła   | Czas biegu | Strata | Zwycięzca        |
| --- | ----------- | ---- | ----------- | -------------------------- | ------ | ------- | ---------- | ------ | ---------------- |
| 1.  | 24 stycznia | 1981 | Anterselva  | Sprint na 10 km            | 3.     | 2       | 32:56,9    | +9,0   | Anatolij Alabjew |
| 2.  | 21 stycznia | 1982 | Anterselva  | Bieg indywidualny na 20 km | 3.     | 0+0+1+0 | 1:06:53,6  | +35,7  | Andreas Göthel   |